# Torneo masculino de baloncesto en silla de ruedas en los Juegos Paralímpicos de Río de Janeiro 2016
El torneo masculino de baloncesto en silla de ruedas  en los Juegos Paralímpicos de Río de Janeiro 2016 se realizó en la Arena Carioca 1 y Arena Olímpica de Río del 8 al 17 de septiembre.
Participaron las selecciones de Brasil, Estados Unidos, Turquía, Japón, Irán, Reino Unido, Alemania, Argelia, Países Bajos, Australia, España y Canadá.

## Calendario
| P | Preliminares | ¼ | Cuartos de final | ½ | Semifinales | B | Partido por medalla de bronce | F | Final por medalla de oro |

| Evento↓/Fecha → | Jue 8 | Vie 9 | Sab 10 | Dom 11 | Lun 12 | Mie 14 | Jue 15 | Sab 17 | Sab 17 |
| --------------- | ----- | ----- | ------ | ------ | ------ | ------ | ------ | ------ | ------ |
| Masculino       | P     | P     | P      | P      | P      | ¼      | ½      | B      | F      |

## Grupo A
| # | Equipo       | PJ | G | P | PE  | PP  | Dif  | Pts |
| - | ------------ | -- | - | - | --- | --- | ---- | --- |
| 1 | España       | 5  | 4 | 1 | 341 | 265 | 76   | 9   |
| 2 | Turquía      | 5  | 4 | 1 | 327 | 272 | 55   | 9   |
| 3 | Australia    | 5  | 4 | 1 | 342 | 293 | 49   | 9   |
| 4 | Países Bajos | 5  | 2 | 3 | 264 | 294 | -30  | 7   |
| 5 | Japón        | 5  | 1 | 4 | 278 | 300 | -22  | 6   |
| 6 | Canadá       | 5  | 0 | 5 | 222 | 350 | -128 | 5   |

| 8 de septiembre de 2016 15:45 | Turquía                             | 65–49           | Japón        | Río de Janeiro                                           |  |
|                               | Parciales: 18-16, 13-9, 16-16, 18-8 |                 |              |                                                          |  |
|                               | Estadísticas                        | Reporte Pts Reb | Estadísticas | Pabellón: Arena Carioca 1 Asistencia: 7,611 espectadores |  |

| 8 de septiembre de 2016 17:30 | Países Bajos                         | 50–70           | Australia    | Río de Janeiro                                                 |  |
|                               | Parciales: 6-16, 19-21, 13-18, 12-15 |                 |              |                                                                |  |
|                               | Estadísticas                         | Reporte Pts Reb | Estadísticas | Pabellón: Arena Olímpica de Río Asistencia: 8,048 espectadores |  |

| 8 de septiembre de 2016 21:30 | España                               | 80–46           | Canadá       | Río de Janeiro                                           |  |
|                               | Parciales: 20-11, 23-9, 22-14, 15-12 |                 |              |                                                          |  |
|                               | Estadísticas                         | Reporte Pts Reb | Estadísticas | Pabellón: Arena Carioca 1 Asistencia: 5,415 espectadores |  |

| 9 de septiembre de 2016 12:15 | Australia                             | 62–60           | Turquía      | Río de Janeiro            |  |
|                               | Parciales: 17-20, 17-13, 12-17, 16-10 |                 |              |                           |  |
|                               | Estadísticas                          | Reporte Pts Reb | Estadísticas | Pabellón: Arena Carioca 1 |  |

| 9 de septiembre de 2016 15:45 | Japón                               | 39–55           | España       | Río de Janeiro            |  |
|                               | Parciales: 11-8, 12-18, 4-16, 12-13 |                 |              |                           |  |
|                               | Estadísticas                        | Reporte Pts Reb | Estadísticas | Pabellón: Arena Carioca 1 |  |

| 9 de septiembre de 2016 18:00 | Canadá                           | 32–49           | Países Bajos | Río de Janeiro                                           |  |
|                               | Parciales: 10-9, 9-6, 4-18, 9-16 |                 |              |                                                          |  |
|                               | Estadísticas                     | Reporte Pts Reb | Estadísticas | Pabellón: Arena Carioca 1 Asistencia: 9,774 espectadores |  |

| 10 de septiembre de 2016 10:00 | España                                | 65–68           | Turquía      | Río de Janeiro                                           |  |
|                                | Parciales: 20-21, 16-13, 14-15, 15-19 |                 |              |                                                          |  |
|                                | Estadísticas                          | Reporte Pts Reb | Estadísticas | Pabellón: Arena Carioca 1 Asistencia: 9,688 espectadores |  |

| 10 de septiembre de 2016 15:15 | Canadá                                | 53–78           | Australia    | Río de Janeiro                                                 |  |
|                                | Parciales: 16-21, 12-15, 16-22, 9-20' |                 |              |                                                                |  |
|                                | Estadísticas                          | Reporte Pts Reb | Estadísticas | Pabellón: Arena Olímpica de Río Asistencia: 7,992 espectadores |  |

| 10 de septiembre de 2016 21:00 | Países Bajos                          | 67–59           | Japón        | Río de Janeiro                                                 |  |
|                                | Parciales: 22-10, 14-23, 16-16, 15-10 |                 |              |                                                                |  |
|                                | Estadísticas                          | Reporte Pts Reb | Estadísticas | Pabellón: Arena Olímpica de Río Asistencia: 8,272 espectadores |  |

| 11 de septiembre de 2016 09:30 | España                                | 75–64   | Australia | Río de Janeiro                                                 |  |
|                                | Parciales: 11-21, 24-12, 16-10, 24-21 |         |           |                                                                |  |
|                                |                                       | Reporte |           | Pabellón: Arena Olímpica de Río Asistencia: 6,803 espectadores |  |

| 11 de septiembre de 2016 11:45 | Turquía                             | 67–50   | Países Bajos | Río de Janeiro                                                 |  |
|                                | Parciales: 21-15, 16-8, 12-8, 18-19 |         |              |                                                                |  |
|                                |                                     | Reporte |              | Pabellón: Arena Olímpica de Río Asistencia: 8,475 espectadores |  |

| 11 de septiembre de 2016 21:00 | Japón                               | 76-45   | Canadá | Río de Janeiro                                                 |  |
|                                | Parciales: 13-9, 22-15, 19-14, 22-7 |         |        |                                                                |  |
|                                |                                     | Reporte |        | Pabellón: Arena Olímpica de Río Asistencia: 7,899 espectadores |  |

| 12 de septiembre de 2016 13:30 | Australia                            | 68–55   | Japón | Río de Janeiro                                           |  |
|                                | Parciales: 14-7, 20-13, 15-10, 19-25 |         |       |                                                          |  |
|                                |                                      | Reporte |       | Pabellón: Arena Carioca 1 Asistencia: 4,406 espectadores |  |

| 12 de septiembre de 2016 17:15 | Países Bajos                       | 48–66   | España | Río de Janeiro                                                 |  |
|                                | Parciales: 12-24, 9-23, 9-8, 18-11 |         |        |                                                                |  |
|                                |                                    | Reporte |        | Pabellón: Arena Olímpica de Río Asistencia: 3,703 espectadores |  |

| 12 de septiembre de 2016 19:30 | Canadá                              | 46–67   | Turquía | Río de Janeiro                                                 |  |
|                                | Parciales: 9-14, 15-15, 13-22, 9-16 |         |         |                                                                |  |
|                                |                                     | Reporte |         | Pabellón: Arena Olímpica de Río Asistencia: 6,537 espectadores |  |

## Grupo B
| # | Equipo         | PJ | G | P | PE  | PP  | Dif  | Pts |
| - | -------------- | -- | - | - | --- | --- | ---- | --- |
| 1 | Estados Unidos | 5  | 5 | 0 | 402 | 206 | 196  | 10  |
| 2 | Reino Unido    | 5  | 4 | 1 | 364 | 263 | 101  | 9   |
| 3 | Brasil         | 5  | 2 | 3 | 309 | 314 | -5   | 7   |
| 4 | Alemania       | 5  | 2 | 3 | 337 | 314 | 23   | 7   |
| 5 | Irán           | 5  | 2 | 3 | 295 | 361 | -66  | 7   |
| 6 | Argelia        | 5  | 0 | 5 | 187 | 436 | -249 | 5   |

| 8 de septiembre de 2016 11:45 | Reino Unido                         | 93–31   | Argelia | Río de Janeiro                                                   |  |
|                               | Parciales: 23-10, 20-13, 20-6, 30-2 |         |         |                                                                  |  |
|                               |                                     | Reporte |         | Pabellón: Arena Olímpica de Río Asistencia: : 4,958 espectadores |  |

| 8 de septiembre de 2016 15:15 | Brasil                              | 38–75   | Estados Unidos | Río de Janeiro                                                 |  |
|                               | Parciales: 4-15, 12-24, 8-17, 14-19 |         |                |                                                                |  |
|                               |                                     | Reporte |                | Pabellón: Arena Olímpica de Río Asistencia: 7,244 espectadores |  |

| 8 de septiembre de 2016 18:00 | Alemania                              | 63–69   | Irán | Río de Janeiro                                           |  |
|                               | Parciales: 12-22, 14-14, 22-10, 15-23 |         |      |                                                          |  |
|                               |                                       | Reporte |      | Pabellón: Arena Carioca 1 Asistencia: 7,850 espectadores |  |

| 9 de septiembre de 2016 09:30 | Estados Unidos                        | 77–52   | Alemania | Río de Janeiro                                                 |  |
|                               | Parciales: 15-11, 24-15, 21-10, 17-16 |         |          |                                                                |  |
|                               |                                       | Reporte |          | Pabellón: Arena Olímpica de Río Asistencia: 2,315 espectadores |  |

| 9 de septiembre de 2016 11:45 | Irán                                 | 60–84   | Reino Unido | Río de Janeiro                                                 |  |
|                               | Parciales: 13-21, 21-25, 9-19, 17-19 |         |             |                                                                |  |
|                               |                                      | Reporte |             | Pabellón: Arena Olímpica de Río Asistencia: 3,893 espectadores |  |

| 9 de septiembre de 2016 21:00 | Argelia                              | 43–82   | Brasil | Río de Janeiro                                                 |  |
|                               | Parciales: 16-21, 10-18, 4-23, 13-20 |         |        |                                                                |  |
|                               |                                      | Reporte |        | Pabellón: Arena Olímpica de Río Asistencia: 8,344 espectadores |  |

| 10 de septiembre de 2016 15:45 | Estados Unidos                       | 93–44   | Irán | Río de Janeiro                                            |  |
|                                | Parciales: 23-12, 21-10, 27-5, 22-17 |         |      |                                                           |  |
|                                |                                      | Reporte |      | Pabellón: Arena Carioca 1 Asistencia: 10,514 espectadores |  |

| 10 de septiembre de 2016 17:30 | Alemania                            | 97–41   | Argelia | Río de Janeiro                                                 |  |
|                                | Parciales: 22-14, 32-3, 23-16, 20-8 |         |         |                                                                |  |
|                                |                                     | Reporte |         | Pabellón: Arena Olímpica de Río Asistencia: 8,624 espectadores |  |

| 10 de septiembre de 2016 21:30 | Reino Unido                           | 73–55   | Brasil | Río de Janeiro                                            |  |
|                                | Parciales: 15-12, 20-15, 18-16, 20-12 |         |        |                                                           |  |
|                                |                                       | Reporte |        | Pabellón: Arena Carioca 1 Asistencia: 11,387 espectadores |  |

| 11 de septiembre de 2016 12:15 | Reino Unido                           | 66–52   | Alemania | Río de Janeiro                                            |  |
|                                | Parciales: 12-12, 19-12, 18-15, 17-13 |         |          |                                                           |  |
|                                |                                       | Reporte |          | Pabellón: Arena Carioca 1 Asistencia: 10,789 espectadores |  |

| 11 de septiembre de 2016 15:15 | Brasil                               | 73–50   | Irán | Río de Janeiro                                                 |  |
|                                | Parciales: 13-10, 26-9, 19-13, 15-18 |         |      |                                                                |  |
|                                |                                      | Reporte |      | Pabellón: Arena Olímpica de Río Asistencia: 8,739 espectadores |  |

| 11 de septiembre de 2016 18:00 | Argelia                            | 24–92   | Estados Unidos | Río de Janeiro                                            |  |
|                                | Parciales: 4-27, 6-22, 2-24, 12-19 |         |                |                                                           |  |
|                                |                                    | Reporte |                | Pabellón: Arena Carioca 1 Asistencia: 10,926 espectadores |  |

| 12 de septiembre de 2016 14:00 | Irán                                 | 72–48   | Argelia | Río de Janeiro                                                 |  |
|                                | Parciales: 24-14, 19-13, 13-12, 16-9 |         |         |                                                                |  |
|                                |                                      | Reporte |         | Pabellón: Arena Olímpica de Río Asistencia: 2,044 espectadores |  |

| 12 de septiembre de 2016 15:45 | Estados Unidos                        | 65–48   | Reino Unido | Río de Janeiro                                           |  |
|                                | Parciales: 13-12, 18-10, 11-15, 23-11 |         |             |                                                          |  |
|                                |                                       | Reporte |             | Pabellón: Arena Carioca 1 Asistencia: 5,218 espectadores |  |

| 12 de septiembre de 2016 21:45 | Brasil                               | 61–73   | Alemania | Río de Janeiro                                                 |  |
|                                | Parciales: 8-15, 19-18, 18-21, 16-19 |         |          |                                                                |  |
|                                |                                      | Reporte |          | Pabellón: Arena Olímpica de Río Asistencia: 8,164 espectadores |  |

## Fase final
|  | Cuartos de final                 | Cuartos de final                 |                                  |         | Semifinales  | Semifinales  |  |  | Final                            | Final |
|  |                                  |                                  |                                  |         |              |              |  |  |                                  |       |
|  | Río de Janeiro, 14 de septiembre |                                  |                                  |         |              |              |  |  |                                  |       |
|  |                                  |                                  |                                  |         |              |              |  |  |                                  |       |
|  | España                           | 70                               |                                  |         |              |              |  |  |                                  |       |
|  | España                           | 70                               | Río de Janeiro, 15 de septiembre |         |              |              |  |  |                                  |       |
|  | Alemania                         | 66                               |                                  |         |              |              |  |  |                                  |       |
|  | Alemania                         | 66                               | España                           | 69      |              |              |  |  |                                  |       |
|  | Río de Janeiro, 14 de septiembre |                                  | España                           | 69      |              |              |  |  |                                  |       |
|  |                                  | Reino Unido                      | 63                               |         |              |              |  |  |                                  |       |
|  | Reino Unido                      | Reino Unido                      | 63                               | 74      |              |              |  |  |                                  |       |
|  | Reino Unido                      |                                  | Río de Janeiro, 17 de septiembre | 74      |              |              |  |  |                                  |       |
|  | Australia                        | 51                               |                                  |         |              |              |  |  |                                  |       |
|  | Australia                        | 51                               | España                           | 52      |              |              |  |  |                                  |       |
|  | Río de Janeiro, 14 de septiembre |                                  | España                           | 52      |              |              |  |  |                                  |       |
|  |                                  | Estados Unidos                   | 68                               |         |              |              |  |  |                                  |       |
|  | Turquía                          | Estados Unidos                   | 68                               | 65      |              |              |  |  |                                  |       |
|  | Turquía                          | Río de Janeiro, 15 de septiembre |                                  | 65      |              |              |  |  |                                  |       |
|  | Brasil                           | 49                               |                                  |         |              |              |  |  |                                  |       |
|  | Brasil                           | 49                               | Turquía                          | 54      | Tercer lugar | Tercer lugar |  |  |                                  |       |
|  | Río de Janeiro, 14 de septiembre |                                  | Turquía                          | 54      |              |              |  |  |                                  |       |
|  |                                  | Estados Unidos                   | 74                               |         |              |              |  |  |                                  |       |
|  | Estados Unidos                   | Estados Unidos                   | 74                               | 70      | Reino Unido  | 82           |  |  |                                  |       |
|  | Estados Unidos                   |                                  |                                  | 70      | Reino Unido  | 82           |  |  |                                  |       |
|  | Países Bajos                     | 37                               |                                  | Turquía | 76           |              |  |  |                                  |       |
|  | Países Bajos                     | 37                               |                                  |         | 76           |              |  |  |                                  |       |
|  |                                  |                                  |                                  |         |              |              |  |  | Río de Janeiro, 17 de septiembre |       |
|  |                                  |                                  |                                  |         |              |              |  |  |                                  |       |

## Medallistas
| Evento           | Oro | Plata | Bronce |
| ---------------- | --- | --- | --- |
| Evento masculino | Estados Unidos (USA) Ver listaJake Williams Joshua Turek Michael Paye Brian Bell Matt Scott Steve Serio John Gilbert Ian Lynch Nate Hinze Trevon Jenifer Jared Arambula Aaron Gouge | España (ESP) Ver listaDaniel Stix Carlos Vera Pablo Zarzuela Francisco Javier Sánchez Alejandro Zarzuela Amadou Tijane Diallo Jordi Ruíz Asier García David Mouriz Jaume Llambi Jesús Romero Agustín Alejos | Reino Unido (GBR) Ver listaGaz Choudhry Simon Brown Kyle Marsh Terry Bywater Simon Munn Harry Brown Abdi Jama Phil Pratt Ian Sagar Gregg Warburton Lee Manning Ademola Orogbemi |

| Predecesor: Londres 2012 | Baloncesto en silla de ruedas en los Juegos Paralímpicos Río de Janeiro 2016 | Sucesor: Tokio 2020 |